# Spike (Italia)
Spike è stato un canale televisivo gratuito italiano, di proprietà del gruppo ViacomCBS Networks Italia.

## Storia
L'emittente ha iniziato le sue trasmissioni alle 2:00 del 22 ottobre 2017 al canale 49 del digitale terrestre sostituendo Fine Living.
Dal 6 dicembre 2017 entra nella piattaforma satellitare Tivùsat al numero 26.
Dal 29 ottobre 2018 arriva in prima visione TV la ventiquattresima stagione di Top Gear, disponibile ugualmente su Netflix. Dal 31 ottobre 2018 viene trasmessa in prima visione assoluta la serie televisiva brasiliana Call me Bruna.
Dal 21 gennaio 2019 viene trasmesso Baywatch in versione rimasterizzata con il titolo di Baywatch Remastered.
Dal 10 giugno 2019 viene trasmesso Buffy l'ammazzavampiri in versione rimasterizzata in 16:9.
Dal 2 febbraio 2020 il canale diventa visibile anche con tessere Sky Italia in modalità FTV alla posizione numero 169.
Il 4 marzo 2021 Spike, assieme a VH1, inizia le trasmissioni in alta definizione sul satellite, mentre dall'11 marzo viene inserito ai canali 169 di Sky e 26 di Tivùsat (di conseguenza la versione SD viene spostata all'LCN 126 di quest'ultima piattaforma, provvisoriamente fino al 1º luglio, quando questa versione è stata poi eliminata anche su quest'ultima piattaforma).
Il 22 novembre 2021 il canale passa al formato MPEG-4 sul digitale terrestre.
All'1:00 del 17 gennaio 2022 il canale ha cessato le trasmissioni insieme a Paramount Network in vista del futuro lancio della piattaforma Paramount+; sulla stessa numerazione LCN viene riposizionato Italia 2.
Lo speaker ufficiale della rete era Luca Sandri. La raccolta pubblicitaria del canale era affidata a Sky Media.

## Palinsesto

### Programmi televisivi
- Bar da incubo
- Buffy l'ammazzavampiri
- Supernatural
- Come ti trasformo la casa
- Geordie Shore
- Hotel da incubo
- Il Vendicatore di case
- Ink Master
- Police Interceptors
- Una coppia in affari
- Wipeout - Pronti a tutto!
- Tutto in famiglia
- Merlin
- Hazzard
- I Jefferson
- Willy, il principe di Bel-Air
- Top Gear
- Cops
- Magnum, P.I.
- Operation Repo - La gang dell'auto
- Call me Bruna
- Spartacus
- 8 semplici regole
- The Librarians
- Baywatch Remastered
- Sherlock
- La spada della verità
- Quantico
- Il giovane ispettore Morse
- Made in Sud

### Produzioni originali
- Le capitane
- Spike News
- Tabù viaggio oltre il proibito

#### Sport
- Bellator (In differita)

## Ascolti

### Share 24h di Spike
* Giorno medio mensile su target individui 4+.
| Anno | Gen   | Feb    | Mar    | Apr    | Mag    | Giu    | Lug    | Ago    | Set    | Ott    | Nov    | Dic    | Media anno |
| ---- | ----- | ------ | ------ | ------ | ------ | ------ | ------ | ------ | ------ | ------ | ------ | ------ | ---------- |
| 2018 | -     | -      | 0,09%  | 0,33%  | 0,29%  | 0,31%  | 0,29%  | 0,34%  | 0,29%  | 0,28%  | 0,28%  | 0,29%  | 0,28%      |
| 2019 | 0,30% | 0,28%  | 0,26%  | 0,29%  | 0,28%  | 0,28%  | 0,37%  | 0,38%  | 0,30%  | 0,30%  | 0,30%  | 0,31%  | 0,30%      |
| 2020 | 0,30% | 0,35%  | 0,37%  | 0,46%  | 0,41%  | 0,40%  | 0,44%  | 0,49%  | 0,42%  | 0,35%  | 0,37%  | 0,38%  | 0,39%      |
| 2021 | 0,33% | 0,34%  | 0,29%  | 0,36%  | 0,36%  | 0,35%  | 0,28%  | 0,31%  | 0,29%  | 0,24%  | 0,23%  | 0,23%  | 0,30%      |
| 2022 | 0,11% | chiuso | chiuso | chiuso | chiuso | chiuso | chiuso | chiuso | chiuso | chiuso | chiuso | chiuso | chiuso     |